# Nikanor (diakon)
Nikanor – postać biblijna, święty Kościoła katolickiego i prawosławnego.

## Życiorys
Żył w I wieku, a źródłem informacji o tej postaci w jest Pismo Święte, gdzie wymieniony jest jako czwarty w grupie wybranych do wspomagania w posłudze apostołom Jezusa Chrystusa obok Szczepana, Prochora, Filipa, Tymona, Parmenasa i Mikołaja prozelity (Dz 6, 2-5 BT). Nikanor jako jeden z cieszących się dobrą sławą, pełnych ducha mądrości (Dz 6, 3 BT) zgodnie z tradycją uważany jest za jednego z pierwszych diakonów po tym, jak apostołowie modląc się włożyli na nich ręce (Dz 6, 6 BT).
Do martyrologiów trafił za sprawą św. Ado (później Baroniusza), który przypisał mu męczeńską śmierć na Cyprze, a wspomnienie na 10 stycznia.